# Phrase (Musik)
Eine Phrase (griechisch φράση phráse „der Satz“, „Ausdruck“, „die Wendung“) ist als Folge von Tönen in der musikalischen Kompositionslehre eine kleine Sinn- und Gliederungseinheit, die oft aus mehreren Motiven zusammengesetzt ist. Mehrere Phrasen wiederum können eine so genannte Periode, einen Satz oder eine Melodie bilden.

## Etymologie
Die Phrase als Tongruppe leitet sich von einer damaligen Nebenform (heute die Hauptform) des altgriechischen Worts φράσις „die Redeweise“, der „Ausdruck“ ab und ist mit dem Begriff der Phrase aus der Linguistik verwandt. Wie dort bezeichnet sie zwar eine geschlossene Figur (d. h. eine Gestalt, die auf irgendeine Weise 'schließt', also ein Schlusssignal enthält), die aber meist ihrerseits Teil einer größeren (musikalischen) Struktur ist. In englischer und französischer Musikterminologie ist die 'phrase' in etwa das musikalische Pendant zum grammatikalischen „Satz“. Hingegen wird der Begriff des Satzes in der deutschsprachiger musikalischen Terminologie auch für den jeweils in sich abgeschlossenen Teil eines mehrsätzigen Werkes verwendet, im Sinne erster, zweiter etc. Satz einer Symphonie (englisch: 'movement', französisch: 'mouvement').

## Definitionen
Nach einer alten und einfachen Definition besteht eine Phrase aus so viel Musik, wie in einem Atemzug gesungen werden kann.

“A term adopted from linguistic syntax and used for short musical units of various lengths; a phrase is generally regarded as longer than a motif but shorter than a period.”

„Ein Begriff, der aus der Linguistik übernommen wurde und für kurze musikalische Einheiten unterschiedlicher Länge verwendet wird: Eine Phrase ist normalerweise länger als ein Motiv, aber kürzer als eine Periode.“

Länge und Gestalt einer Phrase sind nicht fest definiert, so dass durch unterschiedliche Phrasierungen im Sinne der musikalischen Interpretation unterschiedliche Sinneinheiten gebildet werden können. Mehrere rhythmisch-melodische Phrasen können ein musikalisches Thema bilden, welches durch die Verhältnisse, in denen die Phrasen zueinander stehen, strukturiert ist. So kann beispielsweise eine Phrase wiederholt werden, zwei unterschiedliche Phrasen können den Vordersatz bilden, deren Nachsatz noch einmal mit der ersten Phrase beginnt und dann mit einer neuen Phrase abgeschlossen wird. In musikalischen Analysen werden solche Formverhältnisse durch kleine Buchstaben gekennzeichnet: z. B. a, a, b, a oder a, b, a, c.
Auch in der Musikanalyse können die musikalischen Sinneinheiten einer rhythmisch-melodischen Phrase einer bestimmten Komposition unterschiedlich aufgefasst werden. Nach Riemann sind Phrasen „diejeingien Taktmotive, Taktgruppen und Halbsätze, welche als selbständige Glieder von Symmetrien einander gegenübergestellt... werden.“ Er zeigt auf, wie übergeordnete Phrasengestalten aus [Teil-]Phrasen gebildet werden. Bedeutsam sei dabei stets, dass es zu Schlussbildungen komme, von denen Riemann verschiedene Typen aufzeigt, wie z. .B. Phrasen mit sogenannten weiblichen oder männlichen Endungen (d. h. auf einer unbetonten oder betonten Taktzeit endend).
Arnold Schönberg verwendet den Begriff der Phrase ebenfalls als eine Sinneinheit zwischen Motiv und Satz oder Periode. Je nachdem, ob es bei der Entwicklung eines Themas zu einer Wiederholung oder Variation der ersten Phrase komme oder zur Ablösung durch eine andere Phrase entscheide sich, ob sich das Thema zu einem Satz oder einer Periode entwickele.